# 대만들쥐
대만들쥐 또는 포르모사숲쥐(학명: Apodemus semotus)는 붉은쥐의 일종이다. 대만에서만 발견된다.
대만들쥐는 주로 해발 1,400~3,00m 고도의 저산대 지역에 주로 분포한다. 자연림 또는 인공림, 초원, 농장, 야영지와 같은 다양한 서식지에서 서식하며 잡식성 동물로 식물과 곤충, 버섯 등을 먹는다.
몸 측정치에 기초하여 대만들쥐는 남중국들쥐(Apodemus draco)와 차이가 나지 않기 때문에 별도의 종으로 간주되지 않는다. 대만들쥐는 암수가 성적이형성을 보이며, 일반적으로 수컷이 암컷보다 크다.(수컷: 25.6±0.5g, 암컷: 23.8±0.5g) 개체 표지-포획-재포획 정보에 의하면, 수명이 야생에서 1년 미만일 수 있음을 시사하고 있다.